# Олцано (Кремона)
Олцано је насеље у Италији у округу Кремона, региону Ломбардија.
Према процени из 2011. у насељу је живело 55 становника. Насеље се налази на надморској висини од 64 м.